# Vaucelles-et-Beffecourt
Vaucelles-et-Beffecourt ist eine französische Gemeinde mit 233 Einwohnern (Stand 1. Januar 2022) im Département Aisne in der Region Hauts-de-France (vor 2016 Picardie). Sie gehört zum Arrondissement Laon, zum Kanton Laon-1 und zum Gemeindeverband Pays de Laon.

## Geografie
Die Gemeinde Vaucelles-et-Beffecourt liegt sechs Kilometer südwestlich der Innenstadt von Laon. An der südöstlichen Gemeindegrenze verläuft der Bach Ardon. Nachbargemeinden von Vaucelles-et-Beffecourt sind Mons-en-Laonnois im Norden, Chivy-lès-Étouvelles und Étouvelles im Osten, Urcel im Süden, Royaucourt-et-Chailvet im Südwesten sowie Bourguignon-sous-Montbavin im Westen.

## Bevölkerungsentwicklung
| Jahr                       | 1962 | 1968 | 1975 | 1982 | 1990 | 1999 | 2006 | 2015 | 2022 |
| Einwohner                  | 142  | 146  | 157  | 197  | 213  | 196  | 219  | 253  | 233  |
| Quellen: Cassini und INSEE |      |      |      |      |      |      |      |      |      |

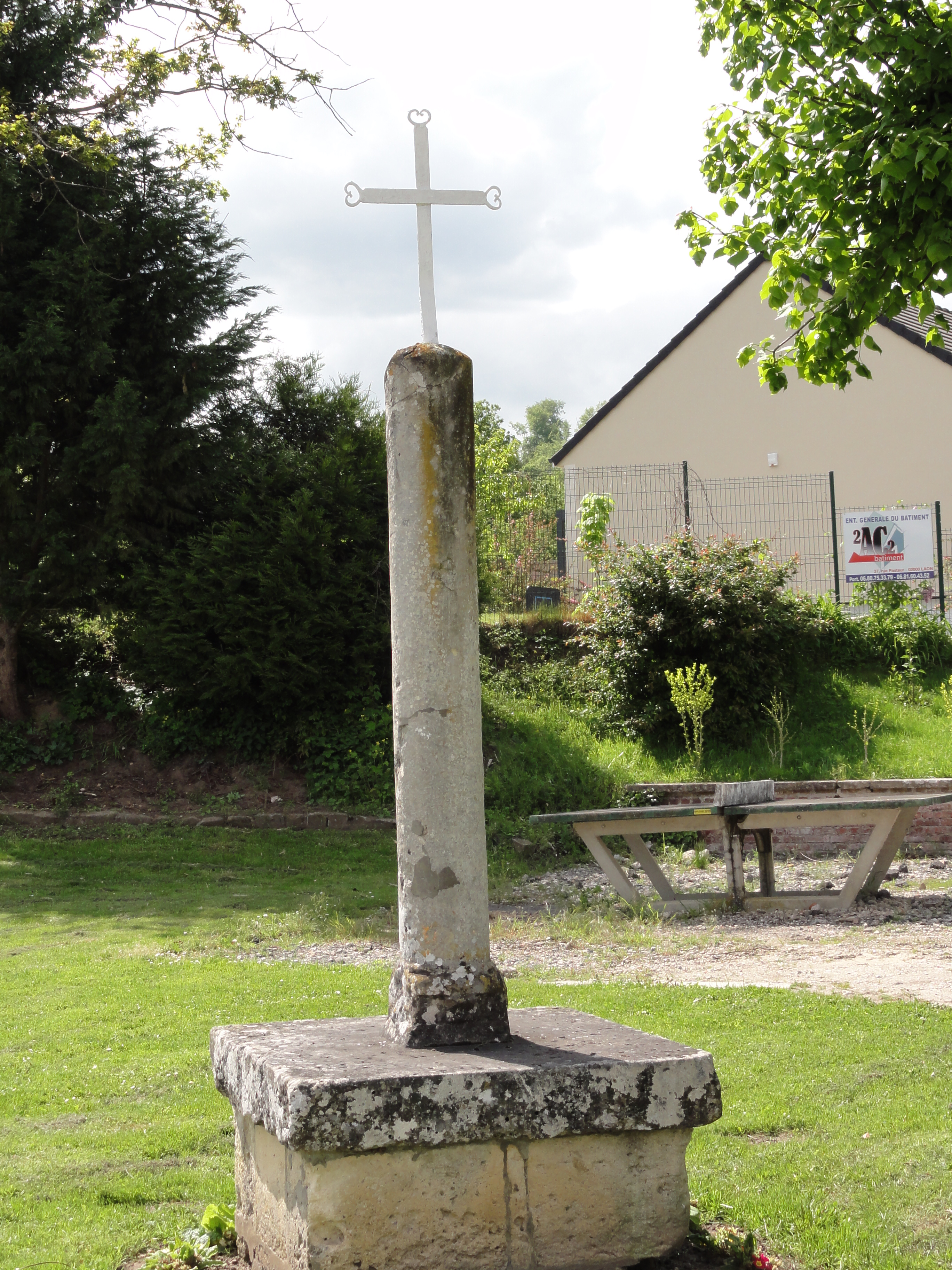
Wegkreuz